# Borzago
Borzago (Burzag nel dialetto locale) è una località della Val Rendena, frazione del comune di Spiazzo.

## Geografia fisica

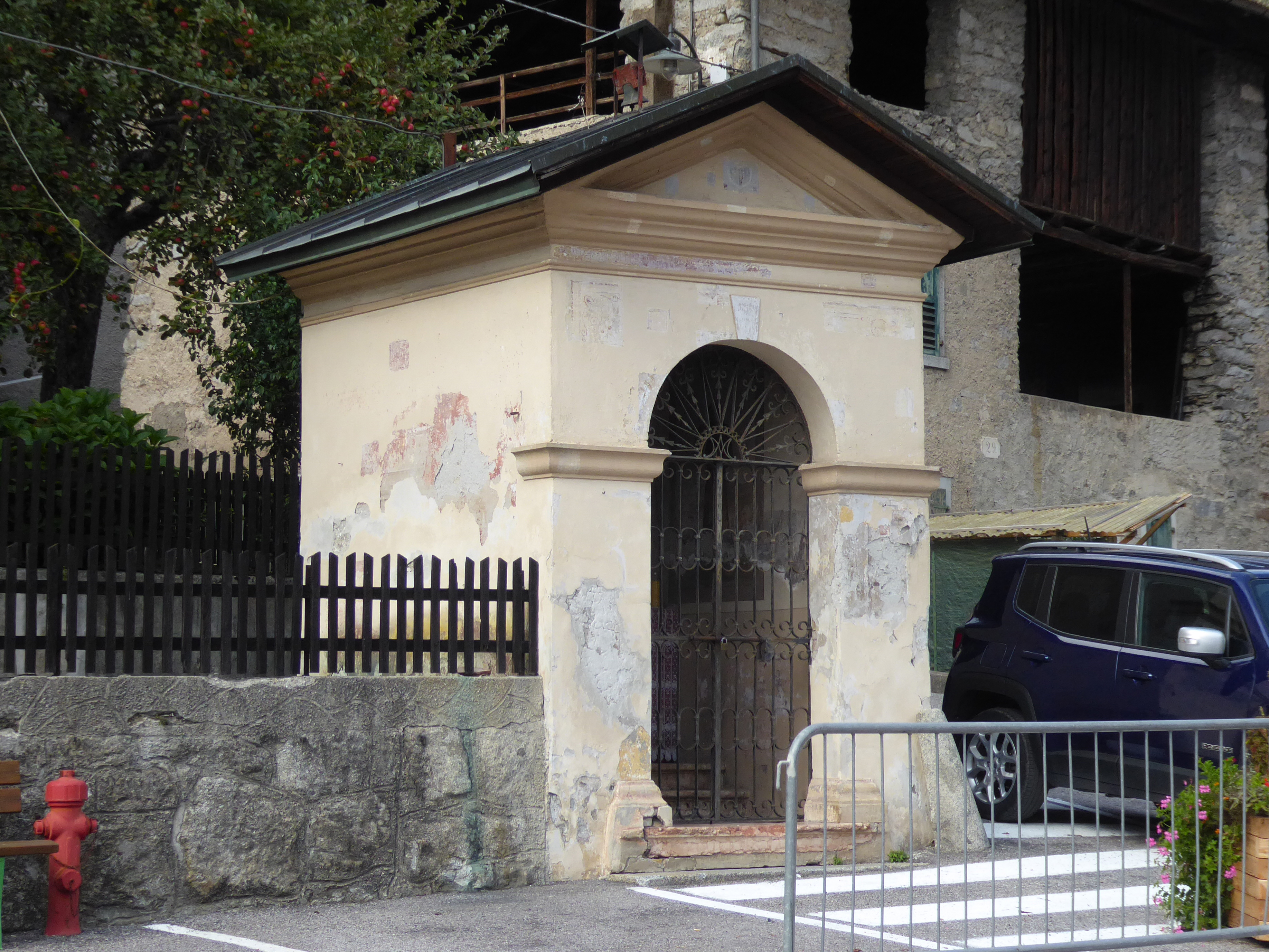
Capitello dedicato alla Madonna del Rosario

Borzago si trova in Val Rendena, attraversata dal fiume Sarca, nota per le Dolomiti di Brenta e per il rinomato centro sciistico di Madonna di Campiglio; è il primo paese del comune di Spiazzo, trovatosi appena dopo l'abitato di Pelugo provenendo da Tione in direzione Campiglio. Il paese si trova ai piedi della Val di Borzago. Il suo territorio è di 12,84 kmq dei 71,07 del comune di Spiazzo.

## Storia
Borzago fu comune autonomo fino al 1928, anno in cui per decreto si unì ai comuni di Mortaso e Fisto per creare il nuovo comune di Spiazzo.

## Monumenti e luoghi d'interesse

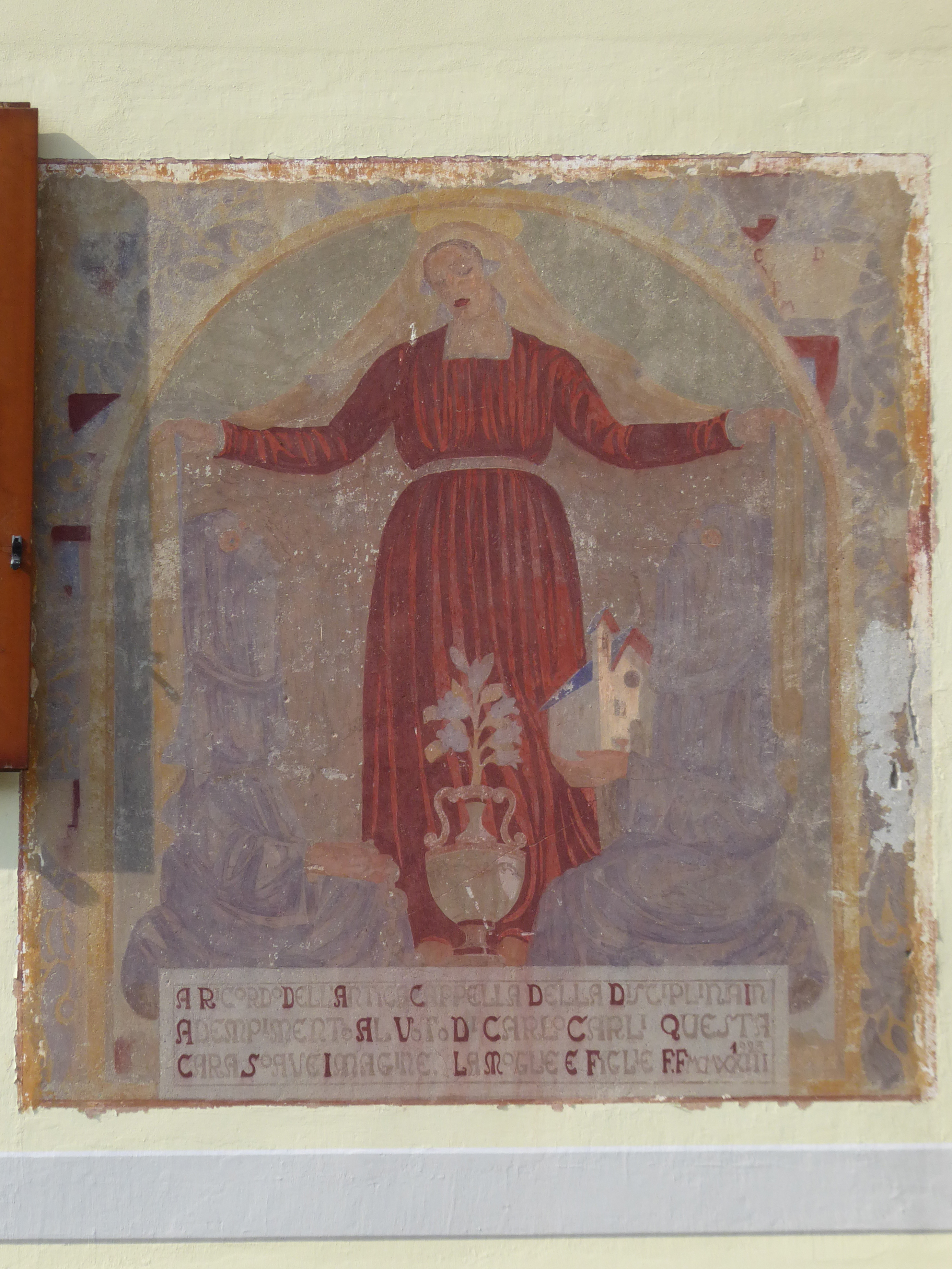
Affresco su una casa in memoria di un'antica chiesa della Disciplina dei Battuti che sorgeva nel paese

### Val di Borzago
La Val di Borzago è una laterale della Val Rendena, ai piedi della cima Carè Alto (3462 m s.l.m.) con l'omonimo rifugio (2456 m s.l.m.). Nella valle scorre il rio Bedù, il quale confluisce nel fiume Sarca sotto il paese di Pelugo, in località Masere. Dalla Val di Borzago, tramite alcuni sentieri si possono raggiungere altre valli tra le quali la Val di Fumo e la Val Genova.

### Via da le Vide
Sopra l'abitato di Borzago, si trova la "Via da le Vide", un sentiero che da Borzago arriva fino al rio Bedù, dove si possono ammirare delle sculture in legno, creati da scultori locali; mentre su alcune case della frazione sono state appese delle sculture raffiguranti le attività di un tempo. 

### Cort da Togno
Nel centro storico di Borzago si trova la Cort da Togno, un luogo ricco di dipinti creati da Vigilio Pellizzari Togno, nato e vissuto a Borzago dal 1874 al 1952.

### Luoghi di culto
Entrando nell'abitato di Borzago, sulla facciata dell'albergo e pizzeria Carè Alto si può notare un affresco rappresentante la Madonna dei Flagellanti, opera realizzata nel 1923 dall'artista veronese Carlo Donati (1879-1949). La medioevale chiesa fu abbandonata e più tardi demolita per permettere il passaggio dello stradone. Il suo altare in legno venne collocato nella chiesa di Verdesina, mentre la pala raffigurante la Madonna dei Flagellanti fu collocata nella chiesa di Villa Rendena. Oggi non è presente una vera e propria chiesa ma bensì un capitello, localizzato in Piazza Grande, con una sola campanella; questo capitello dedicato alla Madonna del Rosario veniva utilizzato soltanto nel mese di maggio per il rosario, il quale da pochi anni viene praticato nella casa di proprietà dell'ASUC.